# Ренгартен Володимир Павлович
Ренгартен Володимир Павлович (12 (24) липня 1882, Ташкент — 10 липня 1964, Ленінград) — російський геолог і палеонтолог, член-кореспондент АН СРСР (1946).

## Біографія
Після закінчення в 1908 Санкт-Петербургзького гірничого інституту, Ренгартен працював в Геологічному комітеті (згодом Всесоюзний науково-дослідний геологічний інститут), а також в Інституті геологічних наук АН СРСР (з 1941). Директор геологічного музею ім. Ф. Н. Чернишова (1947–1949).

## Наукові дослідження
Автор праць з регіональної геології (Кавказ, Памір, Урал), стратиграфії, палеонтології і геоморфології. Провів тектонічне районування Кавказу, порівнявши його з Паміром. Його розробка стратиграфічних схем крейдяних відкладень Кавказу стали основою стратиграфії крейди Півдня СРСР (Крим, Кавказ, Копетдаг та ін.). Палеонтологічні дослідження Ренгартена присвячені питанням систематики, філогенезу і палеобіогеографії крейдяних і частково палеогенових фаун.

## Нагороди
Державна премія СРСР (1948). Нагороджений орденом Леніна, орденом Трудового Червоного Прапора і медалями.

## Основні праці
- Стратиграфія крейдових і третинних відкладень Східного Приуралля, М., 1951 у книзі: Геологія СРСР, т. 9-10, М. — Л., 1947,
- Стратиграфія крейдяних відкладень Малого Кавказу в книзі: Регіональна стратиграфія СРСР, т. 6, М ., 1959.